# Zádielska dolina

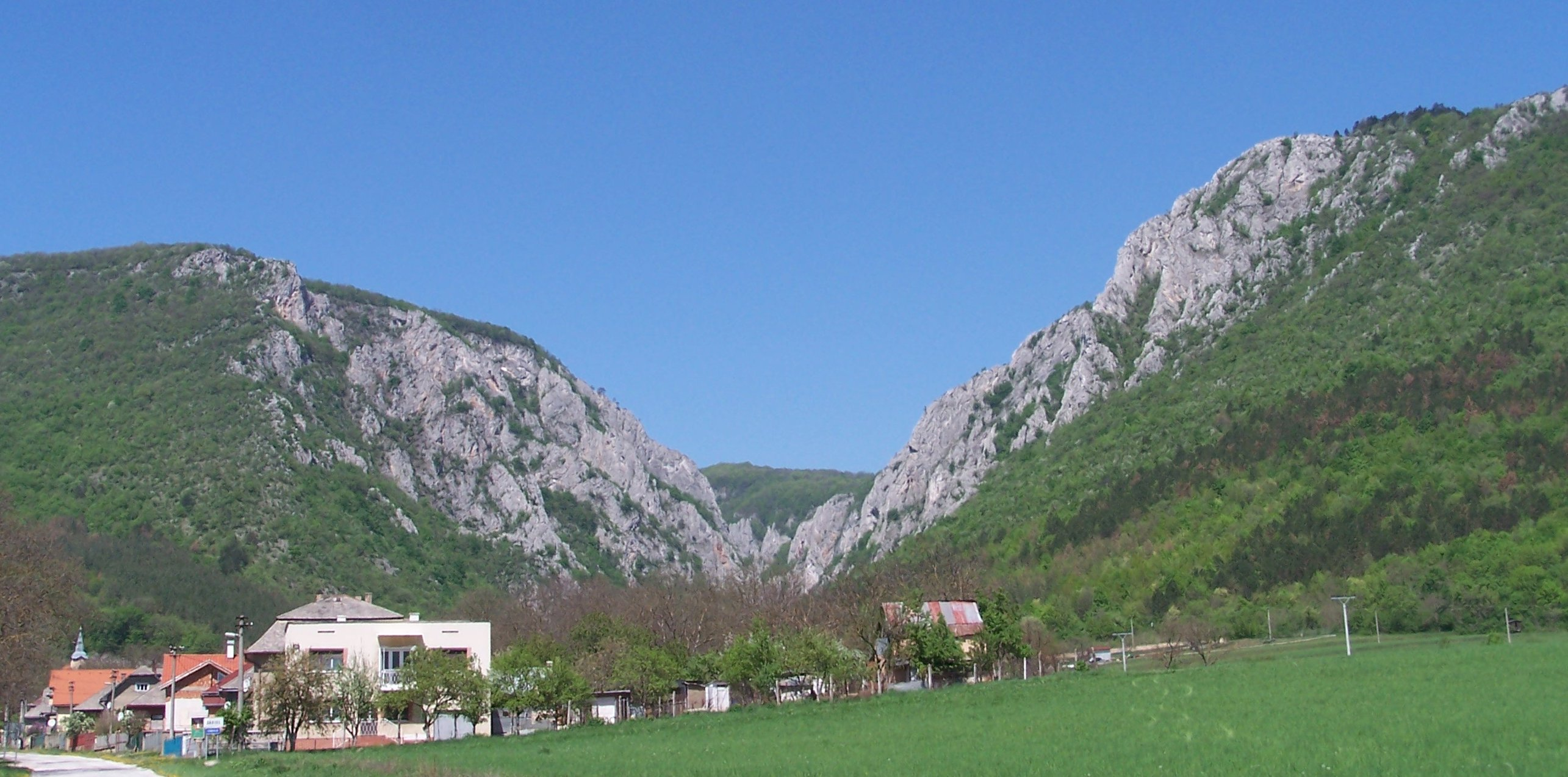
Zádielska dolina - wylot

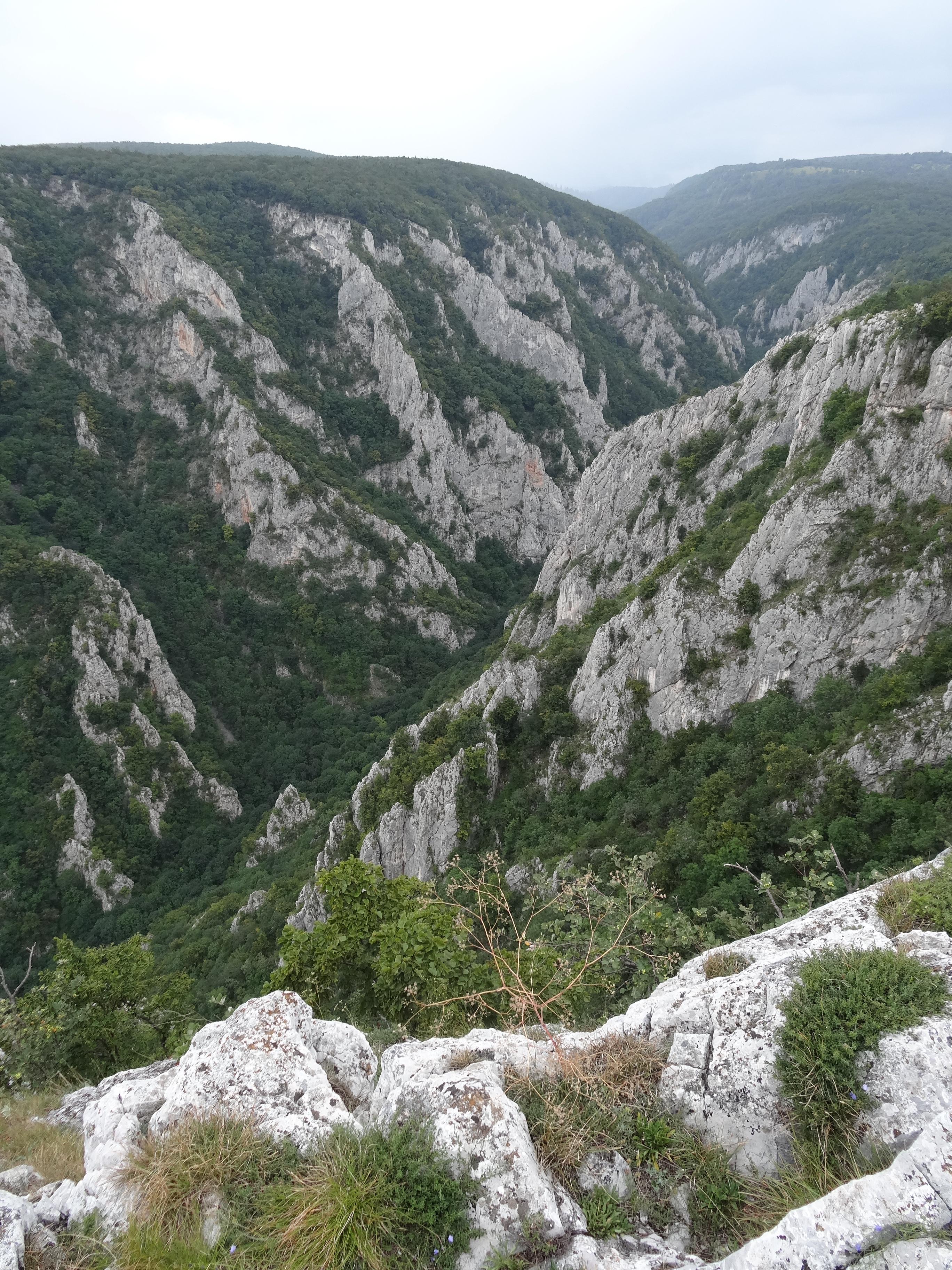
Zádielska dolina z góry

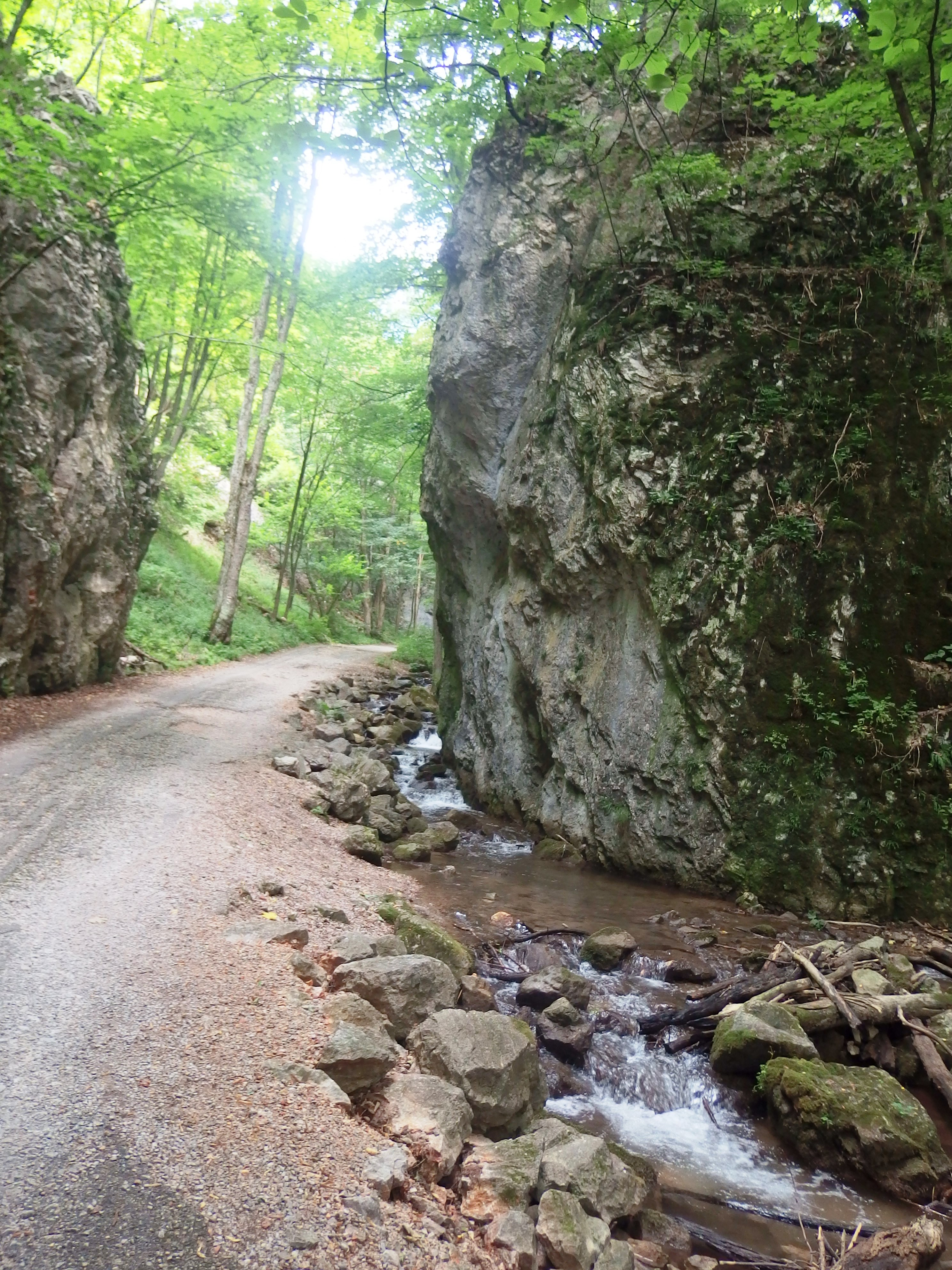
Droga w dolinie

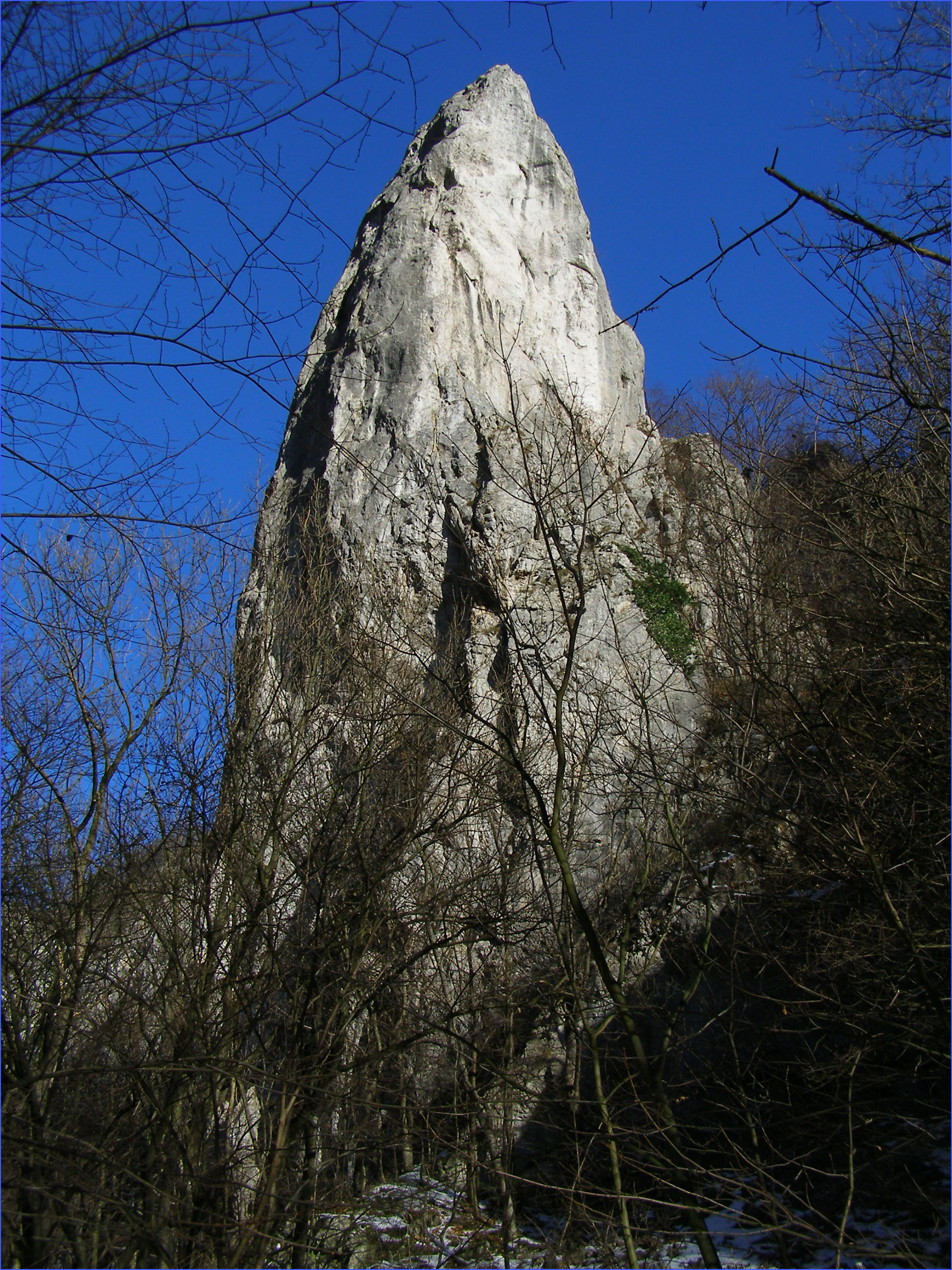
Głowa Cukru

Zádielska dolina (pol. Dolina Zadzielska) – krasowa dolina w Krasie Słowacko-Węgierskim na Słowacji. Jedna z najbardziej znanych i najczęściej odwiedzanych dolin tego typu na Słowacji.

## Położenie
Dolina ciągnie się w kierunku północnym od wsi Zádiel. Oddziela płaskowyż Horný vrch na zachodzie od Zádielskiej planiny na wschodzie. Górny wylot znajduje się na wysokości ok. 450 m n.p.m.

## Geneza
Otoczenie wąwozu stanowią w ogromnej większości mezozoiczne wapienie płaszczowiny silickiej, która buduje prawie cały Kras Słowacko-Morawski. W przeciągu milionów lat skały te podlegały intensywnemu krasowieniu. Wody spływającego z północy Blatnego potoku (też: Blatnica lub Chotárny potok) swą działalnością erozyjną wzdłuż pęknięć i szczelin skalnych przecinały powoli potężną, wapienną płytę. Kolejne, następujące po sobie cykle powstawania podziemnych pustek krasowych, ich poszerzania siłą płynącej wody, zapadania się stropów większych jaskiń, łączenia się sąsiednich zapadlisk i postępujących ciągle procesów grawitacyjnych usuwających skruszony materiał wytworzyły wąwóz, którego dno nie sięgnęło do spągu wapiennego monolitu.

## Charakterystyka
Dolina ma ok. 3000 m długości (z tego część skalna ok. 2200 m) i średnią głębokość około 300 m, przy czym prawa strona (orograficznie) jest około 50 metrów wyższa, niż strona lewa. Szerokość wąwozu przy dnie w najwęższym miejscu maleje do ok. 10 m. Odcinek ten nosi popularną nazwę Rajská brána (Rajska Brama). Uwagę zwraca zwłaszcza potężna skalna turnia wysoka na 105 m, która ze względu na swój kształt nosi nazwę Cukrová homola (Głowa Cukru). W zboczach doliny znajduje się kilka jaskiń, m.in. interesująca z punktu widzenia archeologii Kostrová jaskyňa oraz znana z legend Kráľovská jaskyňa.

## Turystyka
Walory krajoznawcze doliny już pod koniec XIX w. zwróciły uwagę pierwszej organizacji turystycznej działającej na terenie ówczesnych Węgier - Węgierskiego Towarzystwa Karpackiego (MKE). Sekcja Wschodniokarpacka tego towarzystwa, zasługą głównie jej ówczesnego wiceprzewodniczącego i sekretarza, Karla Siegmetha, w latach 1885–1886 poprawiła i wyznakowała drogę do doliny, wybudowała drewniane mosty nad potokiem Blatnica, a w roku 1894 postawiła drewniany pawilon widokowy na Zadzielskim Widoku (słow. Zádielska vyhliadka).
Obecnie doliną wzdłuż potoku biegnie wąska, asfaltowa droga zamknięta dla ruchu pojazdów samochodowych, a po powodziach z 2010 r. w ogóle niedostępna do ruchu kołowego. Drogą biegnie czerwono znakowany szlak turystyczny ze stacji kolejowej Dvorníky-Zádiel do jej rozwidlenia przy dawnej Zádielskiej chacie (dziś jedynie sezonowy bufet) i dalej na zachód na Bôrčianské sedlo. Niewielki sezonowy bufet funkcjonuje również przy dolnym wylocie doliny, na górnym skraju wsi Zádiel.

## Ochrona przyrody
Cała dolina wraz z szeroko pojętym otoczeniem jest objęta od 1954 r. rezerwatem przyrody Zádielska tiesňava. Obecnie leży na terenie Parku Narodowego Kras Słowacki.